# Rolf Kemler
Rolf Kemler (né le 13 février 1945) est un biologiste moléculaire allemand qui est actuellement directeur émérite de l'Institut Max-Planck d'immunobiologie et d'épigénétique. Il contribue de manière significative à l'étude des jonctions d'ancrage, en particulier la famille des protéines cadhérine et est le récipiendaire du prix Gairdner en 2020 pour son travail dans le domaine .